# Скуодасское староство
Скуо́дасское староство (лит. Skuodo seniūnija) — одно из 8 староств Скуодасского района, Клайпедского уезда Литвы. Административный центр — город Скуодас.

## География
Расположено на северо-западе Литвы, на Западно-Жямайтской равнине недалеко от побережья Балтийского моря. 
Окружает со всех сторон Скуодасское городское староство. Граничит с Лянкимайским староством на западе, Моседским — на востоке и юге, Шатесским — на востоке, Александрийским — на востоке и северо-востоке, Дарбенайским староством Кретингского района — на юге, Дуникской волостью Руцавского края Латвии — на западе, а также Калетской и Грамздской волостями Приекульского края Латвии — на севере и северо-востоке.

## Население
Скуодасское староство включает в себя 25 деревень.